# Viglain
Viglain é uma comuna francesa na região administrativa do Centro, no departamento Loiret. Estende-se por uma área de 41 km². Em 2010 a comuna tinha 880 habitantes (densidade: 21,5 hab./km²).